# Fulvio Palmieri
Fulvio Palmieri (Roma, 19 ottobre 1903 – Lacco Ameno, 10 agosto 1966) è stato un giornalista, scrittore e sceneggiatore italiano.

## Biografia
Subito dopo la laurea in lettere, inizia a scrivere su varie testate occupandosi soprattutto di cronache dello spettacolo e della politica.
Viene successivamente assunto dall'EIAR come giornalista e commentatore presso la sede di Roma. Nel 1933 gli viene affidata la realizzazione del Centro Sperimentale Radiofonico, con direttive del Ministero dell'Educazione e del CNR, sulla falsariga del Centro Sperimentale di Cinematografia, e progettato per preparare i futuri addetti alla radiofonia: radiocronisti, annunciatori, presentatori, registi, tecnici del suono, radiotecnici.
Dal Centro usciranno giornalisti come Vittorio Veltroni, Pia Moretti, conduttori come Titta Arista, annunciatori come Vittorio Cramer e Giovanni Battista Arista, registi specializzati in prosa radiofonica come Guglielmo Morandi.
Accanto alla sua carriera di giornalista radiofonico, intraprende la carriera di sceneggiatore cinematografico con il film Un cattivo soggetto di Anton Giulio Bragaglia (1933), al quale farà seguito un grande numero di pellicole sino all'inizio degli anni sessanta.
Per il settimanale radiofonico Voci del mondo nel 1937 Palmieri intervista, in collaborazione con Raffaello Guzman, Bruno Mussolini e Attilio Biseo alla partenza del volo dei Sorci Verdi. 
Insieme a Franco Cremascoli e Mario Ortensi, fa parte del gruppo di radiocronisti che, diretti da Vittorio Veltroni, dal 3 al 9 maggio 1938 racconta agli italiani la cronaca della visita di Adolf Hitler a Roma, Firenze e Napoli.
Nel 1940, con l'entrata dell'Italia nella Seconda guerra mondiale, Palmieri diventa una delle voci più popolari dell'EIAR, come commentatore e come intervistatore sui diversi fronti del conflitto. Nel 1943 si trasferisce al Nord per proseguire la sua attività di cronista radiofonico nella Repubblica Sociale Italiana.
Nel dopoguerra passa indenne tra le varie liste di proscrizione/epurazione e nel 1949 viene richiamato in RAI, dove ritrova Vittorio Veltroni. Nel 1951 diviene direttore del secondo programma radiofonico della RAI, canale dedicato soprattutto a programmi d'intrattenimento e di musica. Qui concorre a lanciare vari programmi e personaggi, come Domenico Modugno, Corrado e autori come Dino Verde, favorendo anche l'ampliamento della prosa alla radio.
Il Comune di Roma gli ha dedicato una strada nel quartiere Portuense.

## Filmografia
- Un cattivo soggetto, regia di Anton Giulio Bragaglia (1933), sceneggiatura
- Cavalleria, regia di Goffredo Alessandrini (1936), sceneggiatura
- Luciano Serra pilota, regia di Goffredo Alessandrini (1938), sceneggiatura
- Ecco la radio!, regia di Giacomo Gentilomo (1940), soggetto e sceneggiatura
- Mio figlio professore, regia di Renato Castellani (1946), soggetto e sceneggiatura
- Dove sta Zazà?, regia di Giorgio Simonelli (1947), sceneggiatura
- Genoveffa di Brabante, regia di Primo Zeglio (1947), soggetto e sceneggiatura
- Sperduti nel buio, regia di Camillo Mastrocinque (1947), sceneggiatura
- Arrivederci, papà!, regia di Camillo Mastrocinque (1948), sceneggiatura
- Cenerentola, regia di Fernando Cerchio (1949), sceneggiatura
- Emigrantes, regia di Aldo Fabrizi (1948), sceneggiatura
- Il barone Carlo Mazza, regia di Guido Brignone (1948), sceneggiatura
- La sepolta viva, regia di Guido Brignone (1948), sceneggiatura
- La sirena del golfo, regia di Ignazio Ferronetti (1948), sceneggiatura
- L'isola di Montecristo, regia di Mario Sequi (1948), sceneggiatura
- L'uomo dal guanto grigio, regia di Camillo Mastrocinque (1948), sceneggiatura
- Monaca santa, regia di Guido Brignone (1948), sceneggiatura
- Il bacio di una morta, regia di Guido Brignone (1949), sceneggiatura
- Cavalcata d'eroi, regia di Mario Costa (1949), sceneggiatura
- Faddija - La legge della vendetta, regia di Roberto Bianchi Montero (1949), sceneggiatura
- Il falco rosso, regia di Carlo Ludovico Bragaglia (1949), sceneggiatura
- Le due madonne, regia di Giorgio Simonelli (1949), sceneggiatura
- Monastero di Santa Chiara, regia di Mario Sequi (1949), sceneggiatura
- Rondini in volo, regia di Luigi Capuano (1949), sceneggiatura
- Vento d'Africa, regia di Anton Giulio Majano (1949), soggetto e sceneggiatura
- Vespro siciliano, regia di Giorgio Pàstina (1949), sceneggiatura
- Canzone di primavera, regia di Mario Costa (1950), sceneggiatura
- Gli inesorabili, regia di Camillo Mastrocinque (1950), sceneggiatura
- Gorghi nel fiume, regia di Luigi Capuano (1950), sceneggiatura
- Ho sognato il paradiso, regia di Giorgio Pàstina (1950), sceneggiatura
- Il caimano del Piave, regia di Giorgio Bianchi (1950), soggetto e sceneggiatura
- La scogliera del peccato, regia di Roberto Bianchi Montero (1950), sceneggiatura
- Miss Italia, regia di Duilio Coletti (1950), soggetto e sceneggiatura
- Vita da cani, regia di Steno, Mario Monicelli (1950), sceneggiatura
- Romanticismo, regia di Clemente Fracassi (1951), sceneggiatura
- Enrico Caruso, leggenda di una voce, regia di Giacomo Gentilomo (1951), sceneggiatura
- Gli innocenti pagano, regia di Luigi Capuano (1951), sceneggiatura
- Trieste mia!, regia di Mario Costa (1951), sceneggiatura
- Romanzo d'amore, regia di Duilio Coletti (1951), soggetto e sceneggiatura
- La voce del sangue, regia di Pino Mercanti (1952), sceneggiatura
- Rimorso, regia di Armando Grottini (1952), sceneggiatura
- Serenata amara, regia di Pino Mercanti (1952), soggetto e sceneggiatura
- Amanti del passato, regia di Adelchi Bianchi (1953), sceneggiatura
- La pattuglia dell'Amba Alagi, regia di Flavio Calzavara (1953), soggetto e sceneggiatura
- Nessuno ha tradito, regia di Roberto Bianchi Montero (1954), sceneggiatura
- Il campanile d'oro, regia di Giorgio Simonelli (1955), sceneggiatura
- Una sera di maggio, regia di Giorgio Pàstina (1955), sceneggiatura
- Costantino il Grande, regia di Lionello De Felice (1960), sceneggiatura
- Le svedesi, regia di Gian Luigi Polidoro (1960), sceneggiatura
- America di notte, regia di Giuseppe Maria Scotese (1961), soggetto
- I fratelli corsi, regia di Anton Giulio Majano (1961), soggetto
- Gli eroi del doppio gioco, regia di Camillo Mastrocinque (1962), soggetto e sceneggiatura
- Altissima pressione, regia di Enzo Trapani (1965), soggetto e sceneggiatura

## Sceneggiati televisivi RAI
- La figlia del capitano, sceneggiatura di Fulvio Palmieri e Leonardo Cortese, con Amedeo Nazzari, Lucilla Morlacchi, Mara Berni, Lilla Brignone, Andrea Checchi, Umberto Orsini, Aldo Giuffré, regia di Leonardo Cortese, sceneggiato di 6 puntate dal 19 maggio 1965 al 23 giugno 1965.

## Scritti
- Il Radiocorriere, annate varie 1932/1955
- Storia della radio e della televisione in Italia, di Franco Monteleone Marsilio 2009
- La Tv di Mussolini, di Diego Verdegiglio, Cooper Castelvecchi 2003
- Ma l'amore no, di Francesco Savio, Sonzogno 1975
- Le teche Rai